# Orihana Calcines
Orihana Aide Calcines (San Antonio de los Altos, Venezuela, 21 augustus 1996) is een Nederlands-Venezolaanse tekstschrijfster, songwriter en vertaalster. Ze is vooral actief in de musicalwereld. Ze werkt aan verschillende musicalprojecten en vormt samen met Ryan van der Heijden het duo Calcines & Van der Heijden, vooral bekend van Disney's Aida (2023).

## Biografie
Orihana Calcines wordt geboren in de Venezolaanse stad San Antonio de los Altos. Ze woont de eerste vijf jaar van haar leven in Los Castores. Haar ouders voeden haar tweetalig op: haar moeder spreekt Spaans en haar vader spreekt Engels tegen haar. Tijdens haar jeugd is Calcines al enorm geïnteresseerd in zingen, lezen en het bekijken van Disneymusicals. Als ze vijf jaar oud is, verhuist ze met haar ouders en zusje naar Nederland met het oog op een betere toekomst.
Binnen zes maanden leert Calcines de Nederlandse taal en sindsdien groeit ze drietalig op. Op haar achtste start ze met musicallessen bij een musicalvereniging, waar ze tot haar 21e mee doorgaat. Op de middelbare school interviewt ze artiesten tijdens muziekfestivals, schrijft ze voor de schoolkrant, is ze lid van het debatteam en is ze actief bij diverse creatieve projecten.
Ze start als tiener met auditeren voor en spelen in amateur theater- en filmproducties. Na de middelbare school gaat ze aan de slag als freelance video- en fotograaf. Ook wordt ze toegelaten bij een opleiding tot audiovisueel designer aan de Willem de Kooning Academie in Rotterdam, waar ze na twee maanden stopt.

### Schrijven, regisseren en creëren
Vanaf 2015 focust Calcines zich meer op het schrijven, regisseren en creëren. Om haarzelf verder te blijven ontwikkelen begint ze als stagiair bij Omroep West. Ze schrijft artikelen en maakt foto’s en video's voor deze publieke regionale omroep. 
Bij Omroep West verzorgt Calcines onder andere de rubriek #weststories, geïnspireerd door de Facebook-pagina Humans of New York. Na haar stage bij Omroep West gaat Calcines aan de slag bij het Residentie Orkest in Den Haag, waar ze als video- en fotograaf aan de slag gaat. Uiteindelijk gaat ze aan de slag als communicatie- en marketingstagiair voor het Nationaal Theater.

### Het Jij Komt Terecht Project
Als 19-jarige speelt Calcines de rol van Kleine Eefje in de musicalvoorstelling Urinetown. Daar ontmoet ze de eveneens 19-jarige muzikaal leider Mikel van Dijk. Ze raken bevriend en beginnen samen te werken. Van Dijk raakt onder de indruk van de musical Dear Evan Hansen en uiteindelijk vertalen Calcines en Van Dijk in een half jaar tijd alle teksten van deze musical. 
In januari 2018 overlijdt Mikel van Dijk aan suïcide. Enkele dagen voor zijn overlijden mailt Van Dijk een bondig document over de muziek van Dear Evan Hansen naar Calcines. Verder laat hij niets achter. In mei 2018 brengt examenkandidaat Sake Wijers van de Fontys Academy of Performing Arts een Nederlandse versie van Dear Evan Hansen ten tonele, met de vertalingen van Calcines en Van Dijk. Calcines denkt na deze voorstelling aan de wens van haar en Van Dijk om een castalbum te maken en besluit deze op te nemen met hun vertalingen.
Het Jij Komt Terecht Project is er als eerbetoon aan Mikel van Dijk, als manier om hun vertalingen ten gehore te brengen én om suïcide bespreekbaar te maken. Op YouTube verschijnen alle nummers inclusief songtekst, met performers als Aimee de Pater, Brecht van Arnhem en Marleen van der Loo. Er wordt eind 2021 een crowdfunding gestart bij Voordekunst om de vertalingen op Spotify te krijgen, maar het benodigde bedrag wordt niet behaald.

### New York
Calcines heeft met Van Dijk het plan gemaakt om naar New York te gaan om Broadway te verkennen. Na zijn overlijden vervult zij die droom zelfstandig. Ze besluit er cursussen en workshops te gaan volgen na een ontmoeting met Carlo Balemans. 
In de zomer van 2019 verblijft Calcines drie maanden in Brooklyn, New York, om daar zoveel mogelijk schrijf- en muzieklessen te volgen. Vanuit een appartement op Dekalb Avenue, waar ze op de bank slaapt bij een familie, gaat ze op pad om schrijfcursussen voor musicals en films te volgen en daarnaast ook veel musicals en toneelstukken te bezoeken.
Ze volgt er onder andere The Art of Orchestration bij The Juilliard School, Jazz 301: An Expert’s Guide to Jazz bij Jazz at Lincoln Center, Broadway Directing workshop bij de Broadway Teaching Group en Perspectives on Playwriting bij Playwrights Horizons.
Daarnaast woont Calcines in New York verschillende lezingen bij, waaronder Working – a musical: Writer’s Night, New York City Center van Jeanine Tesori, Lin-Manuel Miranda en Stephen Schwartz.

### Calcines & Van der Heijden
Samen met Ryan van der Heijden vormt Calcines sinds 2018 een vertaal-, bewerk- en schrijfteam. Calcines en Van der Heijden kennen elkaar reeds sinds hun achtste levensjaar van musicallessen bij het Rijswijks Jeugdtheater. Op achttienjarige leeftijd leerden ze elkaar beter kennen toen Van der Heijden stageliep bij het Residentie Orkest en daar een cameravrouw nodig was, dat werd Calcines.
Calcines & Van der Heijden vertalen en bewerken samen onder andere de Broadwaymusical Waitress voor Fontys Hogeschool voor de Kunsten voor de Master of Music afstudeerproductie van Mara Kers. Ook vertaalt het duo de musical Mean Girls voor de Musical Online concertreeksen van Elindo Avastia. Mean Girls is van 1 tot en met 5 mei 2021 online te zien. Voor het vakantiepark Julianahoeve in Zeeland schrijft het duo in 2022 drie kinderliedjes. 
In mei 2022 neemt het duo deel aan de schrijfaudities van Stage Entertainment voor de nieuwe versie van de musical Aida. Ze geraken door de voorselectie en zitten bij de laatste vijf vertalers. 
In september 2022 ontvangen ze het script en op 23 april 2023 vindt in het Circustheater in Scheveningen de wereldpremière van de musical plaats. De musical is historisch gezien accurater geworden en wordt in Scheveningen opnieuw ontwikkeld, in het Nederlands. Hiervoor werkt het duo samen met onder andere David Henry Hwang. In eerste instantie zou de nieuwe versie van Aida door de Verenigde Staten op tournee gaan, maar vanwege de coronapandemie kan dat niet doorgaan en wordt er besloten dat de wereldpremière in Scheveningen plaatsvindt.

## Werk

### Musical en theater

#### Dear Evan Hansen - Het Jij Komt Terecht Project
Calcines vertaalt samen met Mikel van Dijk de nummers uit de musical Dear Evan Hansen. In mei 2018 worden de vertalingen van Calcines en Van Dijk ten tonele gebracht door een examenkandidaat van de musicalopleiding van Fontys. Uiteindelijk wordt de muziek in 2020 als Het Jij Komt Terecht Project in de vorm van een castalbum op YouTube gepubliceerd. Eind 2020 worden de vertalingen van Calcines en Van Dijk ten gehore gebracht bij het project Musical Online van Elindo Avastia.

#### Waitress
Samen met Ryan van der Heijden maakt Calcines in 2020 de vertaling en bewerking van de Broadwaymusical Waitress voor Fontys Hogeschool voor de Kunsten. De versie wordt geregisseerd door Marleen van der Loo, muzikaal begeleid door Michiel Ballhaus en geproduceerd door Mara Kers voor haar Master of Music afstudeerproductie.

#### Mean Girls
In 2021 vertalen Calcines en Van der Heijden de musical Mean Girls voor het derde Musical Online concert van Elindo Avastia. De cast bestaat dit keer uit Nienke Latten, April Darby, Esmée Dekker, Helle Vanderheyden, Dave Rijnders, Janis van Dorsselaer, Michiel de Meyer en Elindo Avastia.

#### Aida
De poprockmusical Aida gaat op 23 maart 2000 in première in het Palace Theatre op Broadway. Op 21 oktober 2001 vindt de Europese première plaats in het Circustheater in Scheveningen. In september 2022 ontvangen Calcines & Van der Heijden het script van Aida om deze historisch gezien accurater te maken en te herontwikkelen. Op 23 april 2023 vindt de wereldpremière van de vernieuwde musical plaats in het Circustheater in Scheveningen, waarvan Calcines & Van de Heijden de vertalers zijn.

#### Boys Won't Be Boys
In 2023 is Calcines schrijfster en performer bij de Rijswijkse productie van Boys Won’t Be Boys. Het project geeft verhalen over mannelijkheid een podium met behulp van een diverse groep spelers met als doel om vooroordelen en stigma’s doorbreken.

### Muziek
- Hide My Love, Paul Morris (2022). Calcines is tekstschrijfster en lyricist voor dit Pride Anthem tijdens de Pride in Amsterdam in 2022.
- Super Freek (2017)

### Film
- Scars of War (2020)
- Fandango (2018)
- Venezuela: En Mis Palabras (2014)

### Publicaties
De Kerstkrant van De Opperd en De Regenboog publiceert in 2021 de column Woorden Helen van Calcines, waarin ze schrijft over het effect van woorden die zowel littekens achter kunnen laten als kunnen helen.
In 2023 schrijft Calcines een Engelstalig blog voor Maestra Music. In The Commandments of Musical Theatre Translation: A Bridge From One World to the Other duidt ze het belang van het vertalen van teksten in musicals.

### Jurylid
Calcines is tevens jurylid bij diverse projecten en festivals. Bij het International Documentary Film Festival Amsterdam (IDFA) in 2014 maakt ze met Laura Bertacchini, Lukas Busch, Sofie Keijzer en Merijn Meijer deel uit van de jury van de IDFA DOC U Competition.
In april 2019 neemt ze plaats in de jury voor de categorie Film bij de regionale voorrondes van Kunstbende in Zuid-Holland. Drie jaar later, in april 2022, neemt ze wederom plaats in de jury bij deze regionale voorrondes. In 2023 is ze jurylid voor zowel de categorie theater als de categorie taal.

## Prijzen
- Tweede prijs bij het Nationaal Filmfestival voor Studenten (2014) voor Venezuela: En Mis Palabras
- Publieksprijs bij The Hague Film Awards (2018) voor de hiphop-muziekvideo Super Freek
- Tweede prijs bij de 72hrs The Hague Film Festival (2018) voor de korte film Fandango, welke de titel Honorable Mention kreeg.